# Takashi Kasahara
Takashi Kasahara (japonès: 笠原隆)  (Japó, 26 de març de 1918) fou un futbolista japonès.

## Selecció japonesa
Takashi Kasahara va disputar 1 partit amb la selecció japonesa.